# Manuel Amechazurra
 (septembre 2014).
Si vous disposez d'ouvrages ou d'articles de référence ou si vous connaissez des sites web de qualité traitant du thème abordé ici, merci de compléter l'article en donnant les références utiles à sa vérifiabilité et en les liant à la section « Notes et références ».
Manuel Amechazurra, né en 1884 à Negros (Philippines, Espagne) et mort le 13 février 1965 à Barcelone (Catalogne, Espagne), est un footballeur hispano-philippin. Il joue pendant huit saisons au FC Barcelone dans les années 1900 et 1910.

## Biographie
Manuel Amechazurra joue au poste de défenseur. Originaire des Philippines, il s'établit à Barcelone dans sa jeunesse. Il commence à jouer au FC Irish. En 1906, il est recruté par le FC Barcelone. En 1908, il part en Angleterre jouer dans divers clubs. En Angleterre, il apprend les techniques et tactiques les plus avancées qu'il ramène avec lui lors de son retour à Barcelone en 1909.
En 1909, il joue brièvement au Real Unión de Irun. En raison de ses voyages fréquents, il reçoit le surnom de "L'Aventurier" de la part de ses coéquipiers.
De 1909 à 1915, il joue au FC Barcelone avec un total de 137 matchs et 20 buts. Il est le capitaine de l'équipe pendant cinq ans. Avec Barcelone, il gagne quatre championnats de Catalogne, trois Coupes d'Espagne et quatre Coupes des Pyrénées.
Manuel Amechazurra est considéré comme étant le premier joueur professionnel camouflé du Barça à une époque où le football est amateur. Il touche 300 pesetas déguisées en échange de cours d'anglais à des dirigeants malgré l'opposition de Hans Gamper, fondateur du club. Peu de temps après, des joueurs tels que Irízar ou Alfred Massana touche des salaires déguisés.
Il joue plusieurs matchs avec la sélection catalane entre 1910 et 1912.
Il est membre du conseil de direction du FC Barcelone entre 1907 et 1908.
Après sa carrière de footballeur, il se consacre à l'arbitrage.

## Palmarès
- Vainqueur de la Coupe d'Espagne en 1910, 1912 et 1913 avec le FC Barcelone
- Champion de Catalogne en 1909, 1910, 1911 et 1913 avec le FC Barcelone
- Vainqueur de la Coupe des Pyrénées en 1910, 1911, 1912 et 1913 avec le FC Barcelone